# Miguel Facussé
Miguel Facussé Barjum (14 de agosto de 1924-23 de junio de 2015) fue un ingeniero ,empresario y político hondureño de origen palestino, uno de los empresarios más importantes de Honduras, y fundador de la empresa Corporación Dinant.

## Primeros años
Facussé nació en Tegucigalpa, como el séptimo de nueve hijos de Nicolás Facussé y María Barjum de Facussé, emigrantes palestinos. 
Estuvo casado con la costarricense Vera Sáenzs, con la que tuvo cinco hijos. Su sobrino, hijo de su hermana mayor Margarita Facussé, Carlos Roberto Flores, fue presidente de Honduras de 1998 a 2002, y su yerno es el empresario Fredy Nasser.
Facussé se licenció en ingeniería aeronáutica en 1944 por la Universidad de Notre Dame. En 1960 hospedó al Rev. Theodore M. Hesburgh, quien fue presidente de la universidad entre 1952 y 1987, y en 2003 hospedó al presidente Rev. Edward "Monk" Malloy, presidente de la universidad entre 1987 y 2005.

## Trayectoria empresarial
En 1944 se trasladó a Costa Rica, donde trabajó transformando aviones de guerra en aviones comerciales para el transporte de mercancías. En poco tiempo, ascendió a gerente general de una corporación multinacional que reconstruía y mantenía aviones de guerra. Más tarde regresó a Honduras, donde trabajó en la empresa textil de su hermano. 
En julio de 1960, fundó la Empresa Químicas Dinant de C.A.. En la década de 1970, fundó la fábrica de jabón Químicas Dinant con préstamos del Banco Centroamericano de Integración Económica (BCIE). Esta deuda sería posteriormente adquirida por la Corporación Nacional de Inversiones (CONADI), propiedad del gobierno hondureño. Bank of America le prestó 2 millones de lempiras, y Lloyds Bank le prestó 13 millones de lempiras, fundando así su primera empresa. En 1987, el Banco Nacional de Desarrollo Agrícola (BANADESA) compró las acciones de la CONADI, y el Banco Central de Honduras pagó los préstamos que las empresas de la CONADI tenían con bancos extranjeros, convirtiendo así las deudas de la empresa privada con el extranjero en deuda pública interna a pagar por toda la población.
El 29 de septiembre de 1990, mediante el Decreto de Ley N.º 106-90 se creó la ley para la cancelación y liquidación de la CONADI, enfatizando que se debía proceder legalmente contra quienes cometieran actos dolosos contra la CONADI. En enero de 1991, el Fiscal General de la República, Leonardo Matute Murillo, denunció criminalmente a Facussé junto a Jorge Epaminondas Craniotis, Darío Humberto Hernández y Rubén Darío Núñez por los delitos de estafa, malversación de caudales públicos y prevaricato en perjuicio de la CONADI. El caso no prosperó y Matute Murillo fue destituido de su cargo.
Tras numerosos actos de corrupción, saqueo y desmantelamiento, la CONADI anunció su liquidación a principios de los años noventa. Aproximadamente 670 millones de dólares fueron robados, y unos 300 millones de dólares sumados a la deuda externa hondureña, 5000 millones de lempiras en la actualidad, de los cuales debían recuperarse unos 1000 millones de lempiras, pero no se llevó a cabo. Facussé fue uno de los más beneficiados con los préstamos generados por la CONADI.
En 1993, se consolidó la Corporación Cressida, empresa encargada de toda la propiedad intelectual, patentes y marcas de sus empresas, y su fortuna ascendió a 2000 millones de lempiras (200 millones de dólares).
En 1994, comenzó a plantar y cultivar palmeras africanas para utilizarlas como materia prima en la fabricación de sus productos y para producir biodiésel. En 2014, el gobierno hondureño destinó 1500 millones de lempiras (71 millones de dólares) al sector agrícola, principalmente a los productores de palma africana.
Facussé poseía 160 kilómetros cuadrados de tierras (16000 hectáreas), un 0.14% del territorio hondureño. Un estudio realizado en 2006 por la Fundación Friedrich Ebert nombró a Facussé como uno de los tres «hombres más poderosos de Honduras».

## Otras actividades
Fue vicepresidente de la Asociación para el Progreso de Honduras, una «agrupación de derecha de los intereses empresariales y miembros de las fuerzas armadas» que operó entre 1980 y 2001 para investigar a comunistas de forma encubierta.
Facussé fue el principal asesor económico del presidente hondureño Roberto Suazo Córdova.
El 8 de abril de 2000, la jueza Ana Pineda dictó orden de captura contra Facussé, acusado por la Fiscalía del Medio Ambiente de contaminar las fuentes de agua de la capital con sus empresas. Posteriormente, Ana Pineda fue destituida de su cargo y la orden de aprehensión contra Facussé fue revocada. 
Facussé fue mencionado en varias masacres y expropiaciones con empresas de seguridad armadas.

## Premios
En mayo de 2009, Facussé fue condecorado por el Senado de Colombia con la Orden al Mérito de la Democracia en el Grado de Gran Caballero. 